# Almodôvar (freguesia)

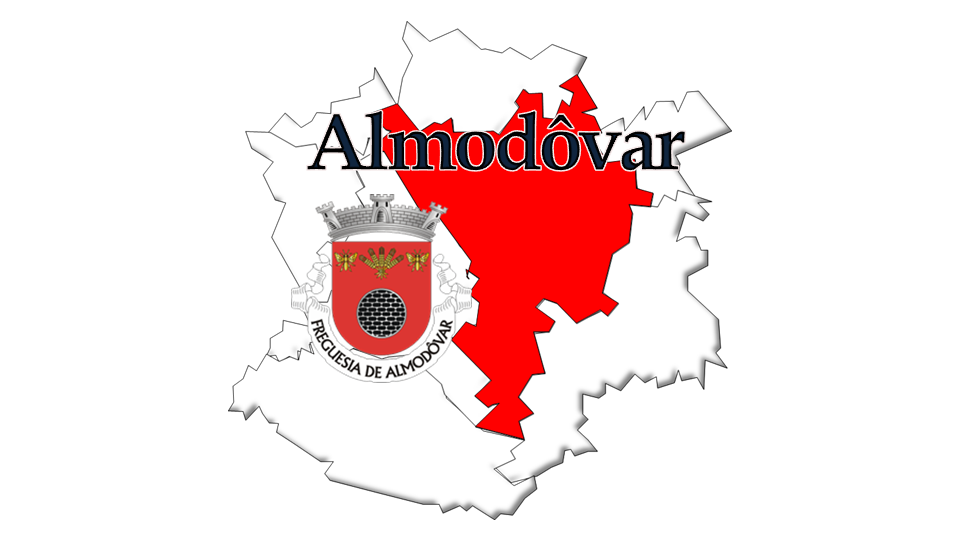
Freguesia de Almodôvar

A Freguesia de Almodôvar foi uma freguesia portuguesa do Município de Almodôvar que tinha 222,07 km² de área e 3 788 habitantes (2011), e, por isso, uma densidade populacional de 17,1 hab/km².
Foi extinta em 2013, no âmbito de uma reforma administrativa nacional, tendo sido agregada à freguesia de Senhora da Graça de Padrões, para formar uma nova freguesia denominada União das Freguesias de Almodôvar e Graça dos Padrões da qual é sede.

## População
| População da freguesia de Almodôvar (1864 – 2011) | População da freguesia de Almodôvar (1864 – 2011) | População da freguesia de Almodôvar (1864 – 2011) | População da freguesia de Almodôvar (1864 – 2011) | População da freguesia de Almodôvar (1864 – 2011) | População da freguesia de Almodôvar (1864 – 2011) | População da freguesia de Almodôvar (1864 – 2011) | População da freguesia de Almodôvar (1864 – 2011) | População da freguesia de Almodôvar (1864 – 2011) | População da freguesia de Almodôvar (1864 – 2011) | População da freguesia de Almodôvar (1864 – 2011) | População da freguesia de Almodôvar (1864 – 2011) | População da freguesia de Almodôvar (1864 – 2011) | População da freguesia de Almodôvar (1864 – 2011) | População da freguesia de Almodôvar (1864 – 2011) |
| ------------------------------------------------- | ------------------------------------------------- | ------------------------------------------------- | ------------------------------------------------- | ------------------------------------------------- | ------------------------------------------------- | ------------------------------------------------- | ------------------------------------------------- | ------------------------------------------------- | ------------------------------------------------- | ------------------------------------------------- | ------------------------------------------------- | ------------------------------------------------- | ------------------------------------------------- | ------------------------------------------------- |
| 1864                                              | 1878                                              | 1890                                              | 1900                                              | 1911                                              | 1920                                              | 1930                                              | 1940                                              | 1950                                              | 1960                                              | 1970                                              | 1981                                              | 1991                                              | 2001                                              | 2011                                              |
| 3 499                                             | 3 692                                             | 3 864                                             | 4 072                                             | 4 357                                             | 4 184                                             | 4 937                                             | 5 753                                             | 6 116                                             | 5 453                                             | 4 150                                             | 3 828                                             | 3 591                                             | 3 596                                             | 3 788                                             |

### Evolução da População Entre 1864 e  2011

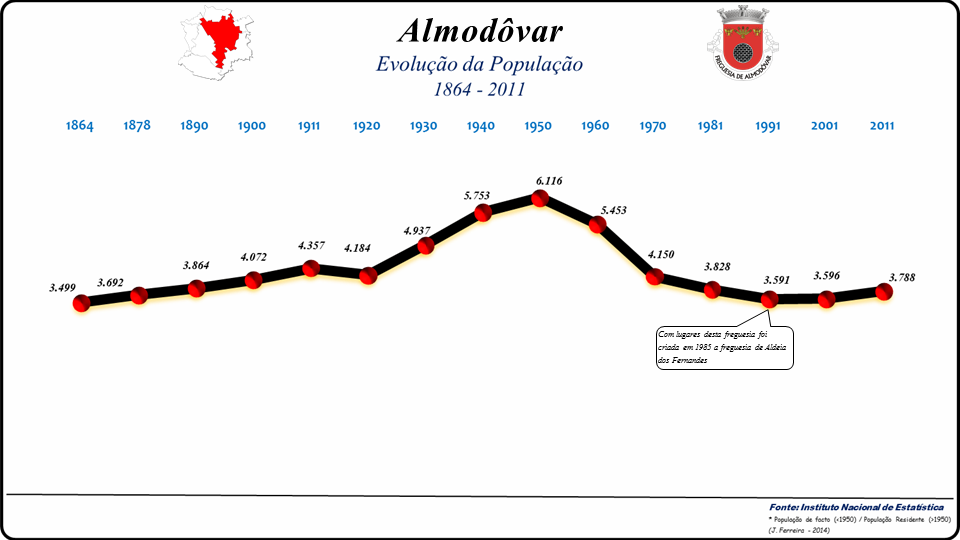
Evolução da População 1864 / 2011

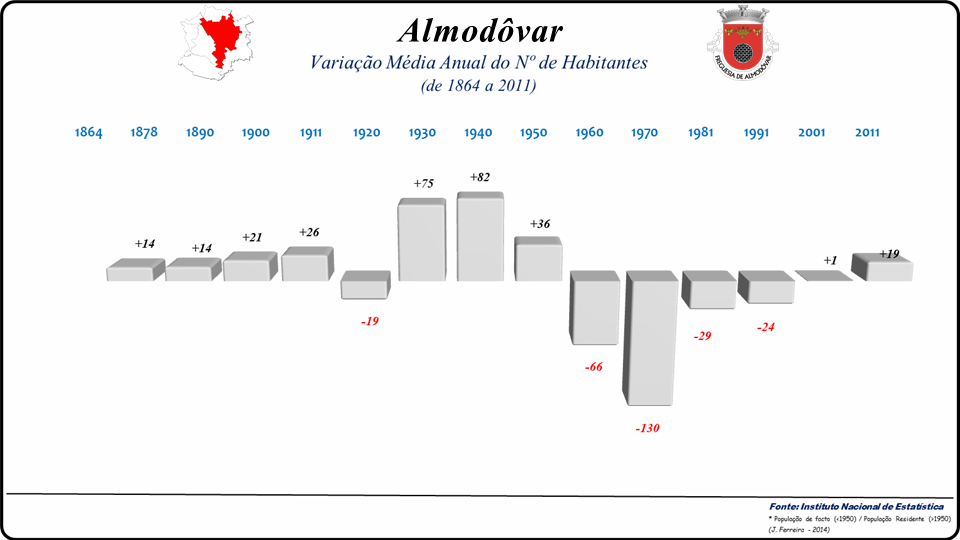
Variação da População 1864 / 2011

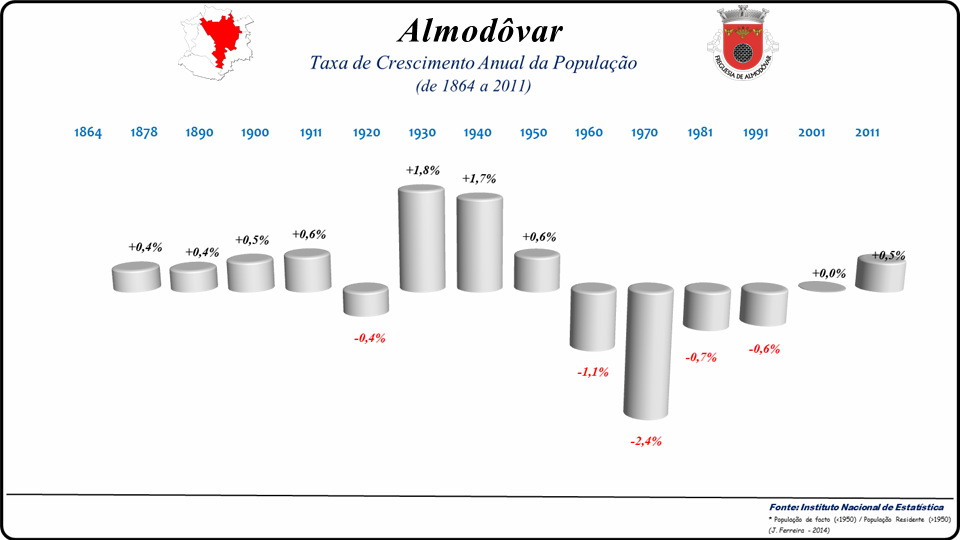
Variação da População 1864 / 2011

;
;
;

## Património
- Capela de Santo António
- Casa da Janela Manuelina
- Casa com Poço em Morgadinho à beira da EN 2
- Casa do Adro, em Morgadinho
- Casa na Rua António Cândido Colaço, n.º 108
- Casa na Rua da Ferraria, n.º 36
- Casa na Rua da Malpica, n.º 12
- Casa na Rua da Praça, n.º 2
- Casa na Rua da Quinta, n.º 2 a 4
- Casa na Rua da Quinta, n.º 24 - 26
- Casa na Rua do Algarve, gaveto com a Rua Pequena
- Casa na Rua do Algarve, n.º 34
- Casa na Rua do Algarve, n.º 46
- Casa na Rua do Algarve, n.º 73 a 77
- Casa na Rua do Serro do Nodre, n.º 2
- Casa na Rua Dr. José Jacinto Nunes
- Casa na Rua Fria, n.º 4
- Casa na Rua Serpa Pinto, n. º 6 / Vivenda Carvalho
- Casa na Rua Fria, n.º 8
- Casa na Rua Fria, n.º 12
- Casa na Rua Fria, n.º 38
- Casa de gaveto entre a Rua Fria e Rua Pequenina
- Casas na Rua Serpa Pinto
- Casa no Largo de Santa Rufina, n.º 10
- Casa Passanha
- Convento de São Francisco (Almodôvar) (e a respectiva Igreja de São Francisco)
- Edifício na Rua de Santo Ildefonso, n.º 17
- Ermida de Santo Amaro
- Igreja Matriz
- Igreja da Misericórdia
- Jardim de Infância
- Mercado Municipal
- Núcleo urbano
- Ponte antiga sobre a Ribeira de Cobres ou Ponte da Ribeira de Cobres
- Quartel da Guarda Nacional Republicana
- Quinta das Amoreiras
- Quinta do Monte Rei
- Quinta na Rua António Cândido Colaço, n.º 67
- Torre do Relógio
- Tribunal Judicial